# Zbtb7
Zbtb7 (POKEMON), inizialmente chiamata Pokemon, è un gene che sarebbe in grado di agire da interruttore generale nella genesi del cancro, ed è responsabile della proliferazione ed invasività del cancro tra le cellule circostanti. Il leader del team di ricerca che scoprì questo gene, il genetista Pier Paolo Pandolfi del Memorial Sloan-Kettering Cancer Center (MSKCC) di New York, riferisce che questo gene è unico in quanto necessario ad altri oncogeni nella genesi del cancro. La scoperta del gene fu per la prima volta pubblicata nel Gennaio del 2005 sulla rivista Nature.
Il nome originale, Pokemon, sta per "POK erythroid myeloid ontogenic factor" ed è un acronimo inverso del  franchise Pokémon.  La The Pokémon Company, sussidiaria della Nintendo, temendo una perdita di immagine conseguente all'associazione del nome del proprio marchio con quello di un gene che causa il cancro, intraprese un'azione legale nei confronti del centro nel Dicembre del 2005. In conseguenza di ciò la MSKCC decise di rinominare il gene con l'attuale sigla Zbtb7.